# Ethadophis
Ethadophis is een geslacht van straalvinnige vissen uit de familie van slangalen (Ophichthidae).

## Soorten
- Ethadophis akkistikos McCosker & Böhlke, 1984
- Ethadophis byrnei Rosenblatt & McCosker, 1970
- Ethadophis merenda Rosenblatt & McCosker, 1970